# 自由主義
自由主義（じゆうしゅぎ、英: liberalism）またはリベラリズムは、市民革命時代から由来している市民的・経済的自由と民主的な諸制度を要求する思想、立場、運動であり、自由と平等な権利に基づく政治的・道徳的哲学である。資本主義の経済、議会制民主主義の政治を軸とする。  政治色は黄色で、シンボルは黄旗。
自由主義者（リベラリスト、リベラル）は、自由主義の原則の理解次第で幅広い思想・立場・運動を支持する。その中でも、一般的に支持するとされるものとして、
- 人権
  - 自由権
    - 言論の自由
    - 信教の自由
    - 表現の自由
- 自由市場
- 資本主義
- 公民権
- 個人主義
- 個人の権利
- 立憲政治
- 民主主義
- 世俗主義
- 男女平等
- 人種の平等
- 国際主義

などがある。

## 概要
自由主義は、西洋の哲学者や経済学者の間で人気が高まった啓蒙時代に明確な運動となった。自由主義は、世襲的特権、国教、絶対君主制、王権神授説、そして伝統的な保守主義の規範を議会制民主主義と法の支配に置き換えることを目指していた。自由主義者はまた、重商主義的政策、王室独占およびその他の貿易障壁を撤廃し、自由市場を促進させた。哲学者ジョン・ロックはしばしば自由主義を確かな流派として創設したと信じられており、各人は生命、自由および財産に対する自然の権利を有し、政府は社会契約に基づいてこれらの権利を侵害してはならないと付け加えた。イギリスの自由主義の伝統は民主主義の拡大を強調してきたが、フランスの自由主義は権威主義の拒否を強調しており、建国と結びついている。
1688年の名誉革命、1776年のアメリカ独立、1789年のフランス革命の指導者たちは、王位の専制政治の武力による打倒を正当化するために自由主義哲学を用いた。特にフランス革命後、自由主義は急速に広がり始めた。 19世紀はヨーロッパと南アメリカの国々で自由主義政府が設立されたが、アメリカでは共和主義と並んで確立された。ビクトリア朝のイギリスでは、自由主義は人々を代表して科学と理性に訴えて、政治的エスタブリッシュメントを批判するために使われた。19世紀から20世紀初頭にかけて、オスマン帝国と中東の自由主義は、タンジマートやアルナダなどの改革時代、ならびに世俗主義、立憲主義、ナショナリズムの台頭に影響を与えた。これらの変化は、他の要因と共に、イスラム教内に危機感を生み出すことに繋がり、それは今日に至るまで続き、イスラム復興につながった。 1920年以前、古典的自由主義の主なイデオロギー的反対派は保守主義であったが、自由主義は新しい反対派からの大きなイデオロギー的挑戦、すなわちファシズムと共産主義に直面した。しかし、20世紀の間、自由主義的な民主主義が二度の世界大戦で勝利を収めるなど、自由主義的思想も特に西ヨーロッパでさらにいっそう広がった。
ヨーロッパと北アメリカでは、社会自由主義（米国では単に「自由主義」と呼ばれることが多い）の確立が、福祉国家の拡大における重要な要素となった。今日、自由主義政党は世界中で権力と影響力を行使し続けている。しかし、自由主義には、アフリカとアジアで克服すべき課題がまだある。現代社会の基本的な要素は自由主義のルーツを持っている。自由主義の初期の波は憲法上の政府と議会の権限を拡大しながら経済的個人主義を広めた。自由主義者は、言論の自由や結社の自由、陪審員による独立した司法裁判および公判、貴族の特権の廃止など、重要な個人の自由を尊重する憲法上の秩序を求め、確立した。最近の自由主義思想と闘争の後の波は、市民権を拡大する必要性によって強く影響された。自由主義者たちは、公民権を推進するためにジェンダーと人種的平等を提唱し、20世紀の世界的な公民権運動は両方の目的に向けていくつかの目的を達成した。ヨーロッパ大陸の自由主義は、穏健派と進歩派に分けられ、穏健派はエリート主義になる傾向がある一方、進歩派は普遍的な参政権、普遍的な教育、財産権の拡大などの基本的制度の普遍化を支持している。時を経て、穏健派はヨーロッパ大陸の自由主義の主要な後見人として進歩派と取って代わった。

## 語源と定義
リベラル、リバティ、リバタリアン、リバティーンなどの言葉は、すべて「自由」を意味するラテン語のliberにその歴史を辿ることができる。リベラルという言葉が最初に記録されたのは1375年のことで、自由に生まれた人間にとって望ましい教育という文脈でリベラルアーツを説明するために使われていた。この言葉が中世の大学の古典的な教育と結びついた初期の段階では、すぐに様々な意味合いが生まれた。リベラルは早くも1387年には「自由に与えられる」という意味になり、1433年には「気力のない」、1530年には「自由に許される」、16世紀と17世紀には「拘束から解放される」という意味になり、しばしば蔑称として使われるようになった。16世紀のイングランドでは、リベラルは、誰かの寛大さや軽率さを指すときに、肯定的な属性と否定的な属性を持つことができた。ウィリアム・シェイクスピアは、『空騒ぎ』の中で、「下品な出会いを告白する」リベラルな悪女のことを書いている。啓蒙主義の台頭とともに、1781年には「狭い偏見から解放された」、1823年には「偏見から解放された」と定義されるようになり、この言葉はより肯定的な意味合いを持つようになった。1815年には、英語で「自由主義」という言葉が初めて使われるようになった。スペインでは、政治的な文脈でリベラルという言葉を使った最初のグループであるリベラレス は、1812年憲法施行のために何十年にもわたって戦った。1820年から1823年にかけての「トリエニオリベラル」では、フェルナンド7世はリベラル派から憲法を守ることを誓うよう強制された。19世紀半ばまでには、リベラルは世界中の政党や運動の政治用語として使われるようになった。
時が経つにつれ、リベラリズムという言葉の意味は、世界の様々な地域で多様化し始めた。ブリタニカ百科事典によると、「米国では、自由主義は、フランクリン・D・ルーズベルト大統領の民主党政権のニューディール計画の福祉国家政策に関連しているが、ヨーロッパでは、制限された政府と自由放任主義の経済政策へのコミットメントに関連しているのが一般的である」という。その結果、アメリカでは、以前は古典的自由主義と結びついていた個人主義と放任主義経済学の考え方が、リバタリアン思想の新興派の基礎となり、アメリカの保守主義の重要な構成要素となっている。
ヨーロッパやラテンアメリカとは異なり、北米のリベラリズムという言葉は、ほとんどが社会自由主義を指している。カナダの支配的な政党は自由党であり、米国では民主党が通常リベラルと考えられている。

## 種類

### 古典的自由主義
古典的自由主義（Classical liberalism）とは、ジョン・ロックやジョン・スチュアート・ミルなどのイギリスの啓蒙主義時代の政治哲学を源泉とする思想である。彼らはホッブスの社会契約論をもとに個人の生命（Life）、自由（Liberty）、財産（Property）の3権利を自然権として主張し、以前の神学から決別した形で社会のあり方を説いた。初期の自由主義は王政のイギリスで主張されたもので、必ずしも民主主義を主張するものではない。この場合の自然権とは政治的権利はともかく個人の権利として、国王であろうとも犯すことのできない最低限の権利を論じるものであった。その後のフランスなどの革命思想において民主主義、平等主義、共和主義、世俗主義などの要素が先に述べられた3権利の維持には不可欠であるとの主張が加わる。個人の自由の尊重、平等な個人の観念、寛容、法の尊重、権力の分立と議会制度、市場経済の承認といった価値観を主張する思想ともいえる。
特に、前者の最初期の自由主義をもって古典的自由主義という場合はレッセ・フェール（放任される自由）を強調する思想となり、個人主義の哲学・世界観に基づく市場経済社会と、政治体制として最小限の政府（小さな政府）を理想とする「夜警国家」を主張する。古典派自由主義経済学は、利己的に行動する各人が市場において自由競争を行えば、その意図しない結果として（「見えざる手」）、公正で安定した社会が成立すると考える思想（→アダム・スミス）である。経済的自由を重視する立場から、英語圏ではEconomic liberalism（経済自由主義）やMarket liberalism（市場自由主義）とも呼ばれる。一方で後者の後期の自由主義の場合は、放任される自由という観点とは逆に政府によって保護される権利という観点に立ち、国民の生活水準を守る目的での累進課税や保護主義など、自由との表現と矛盾するように見えるものである。これは日本語に明確に翻訳されていないLibertyがどのように解釈されるかでその政策的意味が変化することもあげられる。

### 近代自由主義
近代自由主義（モダン・リベラリズム、英: Modern liberalism, Reform liberalism）は、自己と他者の自由 を尊重する社会的公正を指向する思想体系のことをいう。レッセフェール（自由放任）を基本原理とする古典的自由主義や自由至上主義とは異なり、それが人々の自由をかえって阻害するという考え方が根底にある。現代において個人の自由で独立した選択を実質的に保障し、極度の貧富差における経済的隷属や個人の社会的自由を侵害する偏見や差別などを防ぐためには、政府による制限や介入をなくしたりする（無政府資本主義、リバタリアニズム、新自由主義）のではなく、政府や地域社会による積極的な介入も必要であるという考えに基づく。
「公正」とは、ジョン・ロールズによれば「立場入れ替え可能性の確保」を意味する。これは人々に「社会のどこに生まれても自分は耐えられるか」という反実仮想を迫るものであり、機会平等と最小不幸を主張する。ロールズの格差原理では、格差ないし不平等の存在は、それをもたらす職務につく機会が平等に開かれており、かつ、それによって社会で最も不遇な人々の厚生が図られない限り、その存在は公正ではないものとされている。
よって、近代自由主義は積極的自由に基づく自己決定を推奨し、国家による富の再配分または地域社会による相互扶助を肯定する。すなわち、市場原理主義では大企業が利益を最大化する一連の行為のために、失業問題や構造的貧困や環境問題などさまざまな弊害・社会問題が生じ、それは古典的自由主義の「意図に反して」人々の社会的自由をかえって阻害しているとし、古典的自由主義を修正する思想である。
日本語では消極的自由を重視する古典的自由主義とのニュアンスの違いを表すため、また、混同を避けるためにあえて自由主義ではなくリベラリズムと呼ばれることが多い。英語圏ではSocial liberalism（社会自由主義）と表現される。社会的自由を重視することから、社会民主主義との親和性がイメージされることも多い。ただし、事後的な社会保障としての福祉国家論を主張した社会民主主義とは異なり、個人主義に信頼するロールズのリベラリズムでは、人的資本を含む生産手段の広範な分散的保有の事前的な制度的保障が主張されている。

## 歴史的起源とその展開
自由主義の哲学的、思想的源流をさかのぼると、17世紀イギリスのジョン・ロック（1632年 - 1704年）の思想に行き着く。ロックは、人間は生来自由で可能性に充ちた生き物であり、いかなる人間にも自らの自由な意思と選択で生きることが認められていると主張した。この権利は「自然権（Natural Rights）」として個々の人間に生まれた時から備わっているものであり、誰からも妨害されることはない。人間は誰もが、個人の自由な意思に基づいて自らの判断で思想も宗教も生き方や生活のスタイルも自由に選ぶことができると主張した。当時、市民の生活に強力な王権で干渉し、人々の財産までその一存で奪うことができた絶対主義政府の国家権力に対抗する思想としてロックが生み出した主張が、リベラリズムの始まりであると言われる。
ロックはさらに、この個人の自由に生きる権利を実際に行使するためには、専制的権力者や独断的な政府政策、政治制度や社会制度の一方的な主義や主張、イデオロギーなどによって勝手に奪われてしまうことのない自分の「財産」を所有する必要があると主張した。ロックによれば、当人の所有物となるのは身体を用いて自然界の共有物から切り離されたものであるとされた。また、この自己所有は自己の身体に対する所有権にその原型を有するものとされた。この立場からは、当人の所有物をその同意を得ないで使用することはいわば奴隷化と同等であって正義に反するとされた。
そして、自由な政治と経済体制のもと、自由な市民による自主的な合意によって制定される「法律」と、自由な意思を持つ個人どうしの自発的で主体的な裁量によって結ばれる「契約」によって初めて、各人がこの「所有権」を保障され、自分自身や自分が自由に生きるために必要な自分が占有できる財産を得るのだと主張した。「政府」の真の役割とは、こうした個人の権利を「守る」ことに限定される。これを破ってその国家権力を乱用し人々の自由を奪った時には、市民が抵抗権・革命権を行使しその政府を交代させる権利を持つのだと主張した（社会契約説）。
スコットランドの古典派経済学（classical economics）の学者であるアダム・スミスはロックに続いて、個人の利己心がその意図しない結果として社会全体の利益をもたらすという「見えざる手」の議論を展開した上、そのために、政府の干渉や介入政策を受けない、自由な経済環境（自由市場）における自由な経済活動が必要だと説いた。
このイギリスの自由主義（リベラリズム）の思想が18世紀にアメリカに渡り、米3代大統領トーマス・ジェファーソンらアメリカ建国の中心人物たちであるファウンディング・ファーザーズ（建国の父達）によってアメリカ建国の国家思想として引き継がれた。彼らは、巨大な国家権力で人民を縛り付けたイギリスの政府支配体制に対抗してイギリスを離れ、新天地アメリカに王権にも専制政府権力にも統制を受けない、独立した市民による自発的な人々の自由な市民社会の設立を目指した。建国後に建国の父達は人民の基本権を守るために権利章典を制定した。だが、この権利章典は憲法の制定当初にはなく、後に、「修正条項」としてアメリカ合衆国憲法に追加された。
その後ジョン・スチュアート・ミルのように自由民主主義の方向で対応していく流れ（レオナルド・トレローニー・ホブハウス、アレクサンダー・ダンロップ・リンゼイ、アーネスト・バーカー、ジョン・デューイ）に対して、とりわけ20世紀の前半になると、新自由主義論（グレイのような論者は「古典的自由主義の復興」として取り扱う）が台頭してくる。代表はフリードリヒ・ハイエクである。

## 近代自由主義の成立とその後
19世紀後半から20世紀前半にかけて、ホブハウス、デューイ、ルヨ・ブレンターノ、トーマス・ヒル・グリーン、ジョン・メイナード・ケインズ、ベルティル・オリーンといった人たちによって哲学的・経済学的な視点から、自由放任主義を放棄し、時には国家による介入も容認するべきであるとする根拠と方法が次第に理論化され、こうした思想家の影響を受けた自由主義者たちはニューリベラル(new liberals)と呼ばれ影響力を増していく。
かれらは階級間の融和不可能な対立や中央集権的な統制を是認しない一方で、古典的自由主義者のように自由競争が市場における「神の見えざる手」のように最大多数の最大幸福を自動的に実現するとは信じず、政府によって、各人の社会的自己実現をさまたげ、市場や社会における相互の欲求の最適化や調整のメカニズムを阻害する過度の集中や不公正などの要因を除去することが、まさしく「自由」の観点から言っても必要だと考えた。
なかでもケインズは「自由放任の論拠とされてきた形而上学は、これを一掃しようではないか。持てる者に永久の権利を授ける契約など一つもない。利己心がつねに社会全体の利益になるように働くというのは本当ではない。各自別々に自分の目的を促進するために行動している個々人は、たいてい自分自身の目的すら達成しえない状態にある」と述べ、アダム・スミスに由来する「見えざる手」に信頼する自由放任論からの脱却を求めるとともに、具体的には不完全雇用均衡からの脱却のための経済政策が、政府によって実現されることを求めた。
こうして、大恐慌を代表とする「市場の失敗」やニューディール政策などを経たアメリカでは、民主党などに代表されるように、自由を実質的に実現するためには、その現実的制約となっている社会的不公正を政府によって是正しなければならない、というアイザイア・バーリンによって分類された「積極的自由」を重んじる（他からの不干渉というのにとどまらず実質的な自己決定、自己支配が達成されなければ、形式的自由には意味がないという）思想がリベラルの中で優勢となった。

## 批判
しかし、20世紀後半、石油危機後の低成長時代を迎え、スタグフレーションや財政赤字といった問題が深刻化する中、従来のリベラリズムに対する批判が経済学のシカゴ学派から始まり、福祉国家の見直しや国営企業の民営化、規制緩和を志向する新自由主義が優勢となった。その後、1980年代の新自由主義への対抗から、小さな政府と大きな政府との中道を模索し、市場を重視しつつも国家による公正の確保を志向する第三の道が1990年代に台頭した。2000年代の今日では、グローバル化の進行に伴い、市場を自由化しようとするリバタリアニズムや新保守主義とどのように対応していくかがリベラリズムの課題となっている。
「自由」に対して普遍的な価値を認めるリベラリズムの普遍主義が、リベラリズムを否定する価値をも包摂しうるアイザイア・バーリンなどの価値多元論との整合性をもたないという批判がある。